# محوطه عباس‌آباد سیف
محوطه عباس‌آباد سیف مربوط به دوره تیموریان است و در شهرستان بویین زهرا، بخش مرکزی، روستای عباس‌آباد واقع شده و این اثر در تاریخ ۲۲ مرداد ۱۳۸۴ با شمارهٔ ثبت ۱۳۲۷۷ به‌عنوان یکی از آثار ملی ایران به ثبت رسیده است.